# Bildningsentalpi
Bildningsentalpin beskriver entalpiinnehållet hos en förening jämfört med dess grundämnen. Bildningsentalpin för ett grundämne är per definition 0 medan bildningsentalpin för en kemisk förening är ändringen i entalpi som sker när 1 mol av ämnet bildas från ingående rena grundämnen i grundtillstånd (den mest stabila formen). Bildningsentalpi anges oftast under standardförhållanden, det vill säga 25 °C och 100 kPa. Symbolen för detta är ΔHf0.
Om bildningsentalpin har ett stort negativt värde måste man tillföra en stor mängd energi för att bryta bindningarna och sönderdela föreningen till grundämnen.
Samtliga grundämnen har vid standardförhållanden en bildningsentalpi som är 0.

## Lista på bildningsentalpier
Några bildningsentalpivärden för ämnen vid standardtillstånd.
| Ämne                 | ΔHf0 (kJ/mol) |
| -------------------- | ------------- |
| Natriumfluorid (s)   | -574          |
| Natriumklorid (s)    | -411          |
| Natriumbromid (s)    | -361          |
| Natriumjodid (s)     | -288          |
| Silver(1)fluorid (s) | -205          |
| Silverklorid (s)     | -127          |
| Silverbromid (s)     | -100          |
| Silverjodid (s)      | -62           |
| Vätefluorid (g)      | -27           |
| Väteklorid (g)       | -92           |
| Vätebromid (g)       | -36           |
| Vätejodid (g)        | +26           |
| Magnesiumoxid (s)    | -602          |
| Kalciumoxid (s)      | -635          |
| Kalciumhydroxid (s)  | -986          |
| Kolmonoxid (g)       | -110.5        |